# Iglesia de Piria
La Iglesia de Piria es la iglesia que comenzó a ser construida por Francisco Piria en el año 1917, diseñada en la Escuela de Eiffel de París. Esta construcción quedó inconclusa pues la curia la rechazó totalmente ya que esta obra contenía ornamentos que simbolizaban a la alquimia. De lo cual no existe documentación que avale.

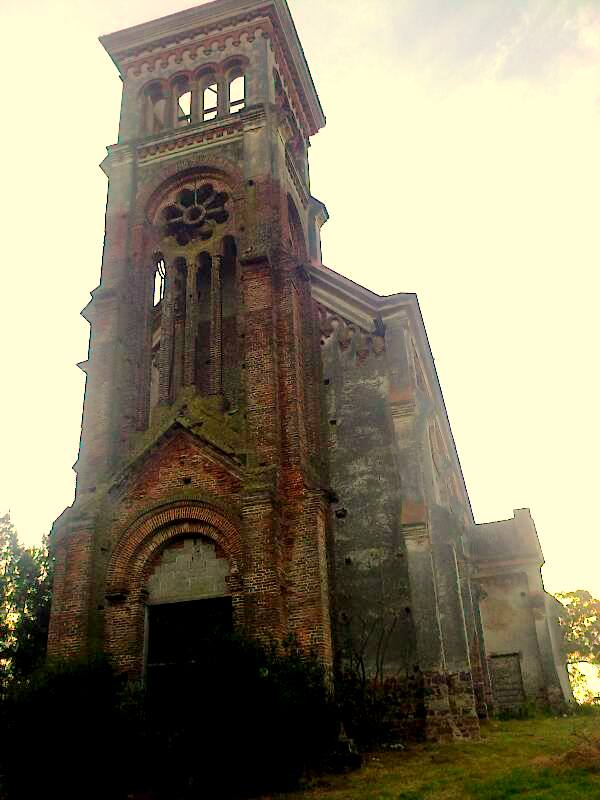
Iglesia de Piria

## Ubicación
Esta obra inconclusa se encuentra en la ciudad de Piriápolis, departamento de Maldonado, Uruguay. Para llegar a esta antigua construcción se puede transitar por la Rambla de los Argentinos hasta tomar la ruta 37 hacia la  ciudad de Pan de Azúcar. Sobre el margen izquierdo de la ruta se puede apreciar la construcción de dicha Iglesia que hoy se encuentra en ruinas.

## Historia
El fundador de Piriápolis Francisco Piria, quién se destacó por construir numerosas obras dentro del departamento de Maldonado y en algunos barrios de Montevideo, comenzó a edificar en 1917 sobre la ruta 37 en un alto que domina toda la ciudad, la Iglesia de Piria. Años más tarde la Iglesia católica se negó a recibir este edificio como donación por considerarlo indigno a causa de sus símbolos de alquimia y masónicos (según se dice, no hay rigor histórico). 
Francisco Piria diseñó la iglesia en el centro de lo que sería su planificación del balneario, pero la zona no se urbanizó según estos planes y hoy se encuentra a gran distancia del centro de Piriápolis. 
Al fallecer Francisco Piria en el año 1933, la iglesia fue abandonada sin que se culminara su obra, ni se le prestara mantenimiento. Actualmente está en ruinas y se le ha dado diferentes usos, por ejemplo ha sido utilizada durante algún tiempo como depósito de leña. La Iglesia permaneció como propiedad privada, hasta que finalmente en el año 2013 pasó a manos de la Intendencia, siendo ésta donada por sus últimos propietarios.  
A pesar de sus condiciones y su peligro de derrumbe ha sido escenario de varios videos musicales, incluyendo el de la canción "a tus pies" de Jorge Nasser.

## Arquitectura
El edificio tiene un predio de 2000 m² y su superficie edificada es de 841,2 m². Se ha dicho que la iglesia estaba construida con su fachada orientada hacia el Este, de cara a la salida del sol, orientación típica de los templos masónicos, su diseño con clara simbología alquímica y masónica eran consideradas profanas. Supuestamente el diseño del edificio estaba pensado para que durante el equinoccio de primavera, un rayo de sol atravesase el rosetón de ocho pétalos de la torre en un determinado momento del día, e iluminara un punto prefijado del altar. Cerca de éste estaría la prueba de que habría conseguido la trasmutación.
Pero como señala el escritor argentino Gonzalo Guma la iglesia no está orientada hacia el Este, ni alineada con el equinoccio de primavera, sino al Sudeste, con el Solsticio de Verano, que ocurre todos los años cerca de Navidad.
El 21 de diciembre de 2021 (fecha del Solsticio de Verano) la teoría del escritor Gonzalo Guma fue confirmada por una vecina de la iglesia que captó y publicó imágenes tomadas desde adentro, al amanecer, en donde quedó demostrada una muy cercana alineación con el Solsticio de Verano.